# کایاسو
کایاسو (به مجاری:  Kajászó) یک شهرداری در مجارستان است. کایاسو ۲۳٫۹۸ کیلومتر مربع مساحت و ۱٬۰۰۷ نفر جمعیت دارد.